# Списак рудника у Бразилу
Ово је листа рудника у Бразилу организована по минералима. Бразил је девета по величини земља у свету country и веома је богата минералиним сировинама као што су боксит, злато, руда гвожђа, манган, волфрам које се експлоатишу у рудницима ове листе.

### Боксит

#### Рудници боксита
- Рудник Парагоминас - Пара
- Рудник Парагоминас је велики рудник који се налази у северном делу Бразила у држави Пари и представља једно од највећих бокситских резерви у Бразилу и у читавој Јужној Америци са процењеним резервама од 1 билион тона.[2]
- Боксит је сировина које у држави Пара, Бразил има у огромним количинама. Рафинерија Хидро Алунорте Архивирано на веб-сајту  (11. јун 2020) рафинише сирови боксит допремљен из рудника. Боксит се прво дроби,а затим и превози 244 km дугим цевоводом до округа Барцарене, где се пречишћава у алуминију у Хидро Алунорте и отпрема произвођачима алуминијума у Бразилу и другим деловима света. Експлоатација у Парагоминасу почела је 2007. године и запошљава око 1300 сталних радника и око 350 радника на дугорочне уговоре. Хидро Алунорте је 100% власник рудника Парагоминас.[3]

### Злато

#### Рудници злата
- Рудник Чапада[4] - Гоиас
- Рудник Чапада је један од већих рудника злата у Бразилу и свету. Рудник има процењене резерве од 6 милиона унци злата. Налази се у држави Гоиасу у централном делу Бразила.
- Чапада је површински рудник злата који производи висококвалитетни рудни концентрат. Операција је у потпуном власништву и управљању компаније Лундин Мајнинг[5] од кад је купљен од Јамана Голд Инц. у јулу 2019 за више од 1. билиона долара.[6]
- Рудник Јакобина - Бахиа
- Рудник Јакобина један је од највећих рудника злата у Бразилу и у свету. Налази се у држави Бахиа у источном делу Бразила. Има процењене резерве од 4,5 милиона унци злата.[7]
- Рудници Моро Велхо - Нова Лима, Минас Гераис
- Рудници Моро Велхо су комплекс рудника познати и под именом АнглоГолд Ашанти Бразил Минеракао по фирми АнглоГолд Ашанти која је власник. Налазе се близу града Нова Лима у држави Минас Гераис у Бразилу.[8][9]
- Рудник Паракату - Минас Гераис
- Рудник Паракату је један од највећих површинских копова злата у Бразилу и свету такође. Налази се у држави Минас Гераис у јужноцентралном делу Бразила. И има процењене резерве од 17,5 милиона унци злата.[10]
- Рудник Сера Гранде - Крикас, Гоиас
- Рудник Сера Гранде се налази 5 km од града Крикас у држави Гоиас у Бразилу. У власништву је од стране две компаније АнглоГолд Ашанти и Кингрос Голд Корпорације.[11][12]
- Рудник Сера Пелада - Пара
- Рудник Сера Пелада је био велики рудник злата који је данас затворен, налазио се 430 km јужно од усћа реке Амазон.[13]

### Руда гвожђа

#### Рудници руде гвожђа
- Рудник Алегриа - Минас Гераис
- Рудник Алегриа је велики рудник гвожђа који се налази на југоистоку Бразила у држави Минас Гераис. Алегриа представља једну од навећих резерви руде гвожђа у Бразилу и у свету са процењеним резервама од 1,24 билиона тона руде гвожђа са процентом метала гвожђа од око 42,2%.[14]
- Руднички пројекат Минас-Рио Англо Фероус Металс (АФМ) - Минас Жераис
- Руднички пројекат Минас-Рио је рударски пројекат ископавња руде гвожђа у држави Минас Жераис у Бразилу. Један је од највећих светских рударских пројеката,купљен је 2008. од бразилског милијардера Ерикеа Батисте и у експлоатацију је кренуо 2013. када произвео је око 26,5 милиона тона руде гвожђа која је даље кроз цевовод од 525 км транспортована до луке у округу Аку.[15][16][17]
- Рудник Карајас - Парауапебас, Пара
- Рудник Карајас је најећи светски рудник гвоздене руде у свету. Налази се у општини Парауапебас у држави Пара у планинама Карајас у северном Бразилу.[18]
- Корумба (Рудник) - Корумба, Мато Гросо до Сул
- Kорумба рудник је рудник гвоздене руде лоциран западној држави Мато Гросо до Сул у Бразилу близу границе са Боливијом.[19]
- Рудник Сера Сул (С11Д) - близу Кана дос Карајас, Пара
- Рудник Сера Сул[20] познат и под називом С11Д је највећи пројекат експлоатације гвоздене руде у свету.Њиме управља компанија Вале.

### Манган

#### Рудници мангана
- Рудник Азула[21] - Пара
- Рудник Азула је површински рудник на северу Бразила у Пари и представља једно од највечих налазишта мангана у Бразилу. Са процењеним резервама од 64,2 милиона тона руде мангана са садржајем метала мангана од 24-46%. Руда мангана се након откопавања и пoстројења за прераду се даље транспортује до теримнала луке Понта да Мадеира.[22]

### Волфрам

#### Рудници вовлфрама
- Кураис Новос - Североисточни регион, Бразил
- Куриас Новос је велики површински рудник волфрама у Рио Гранде до Норте држави у Бразилу.
- Производња бразилског волфрама, од чега се 85 одсто извози, долази скоро у целости из такелита на североистоку Бразила и достигла је годишњу стопу од око 2.000 метричких тона (2.200 обичних тона) концентрата са 70 одсто ВО. Резерве руде, које се налазе углавном у држави Рио Гранде до Норте, процењују се на чак 8.300.000 тона (9.100.000 обичних тона) које садрже 0,7 одсто ВО.[23]